# جيسيكا مندوزا
جيسيكا مندوزا (بالإنجليزية: Jessica Mendoza) هي معلقة رياضية أمريكية، ولدت في 11 نوفمبر 1980 في كاماريلو في الولايات المتحدة.

## وصلات خارجية
- جيسيكا مندوزا على موقع IMDb (الإنجليزية)

- جيسيكا مندوزا على موقع أوليمبيديا (الإنجليزية)